# Herbert Fitzek
Herbert Fitzek (* 27. April 1957 in Köln) ist ein deutscher Kultur- und Wirtschaftspsychologe.

## Leben
Fitzek studierte 1977–1985 Psychologie, Philosophie und Psychopathologie an der Universität Köln mit Diplomabschluss 1985. Danach lehrte er dort als wissenschaftlicher Mitarbeiter von Wilhelm Salber am psychologischen Institut. 1993 promovierte er, 2005 habilitierte er sich an der Universität Köln im Fach Psychologie mit einer Arbeit zum Methodenvergleich in der Qualitativen Psychologie und war anschließend an dieser Universität als Privatdozent tätig. Seine Arbeits- und Publikationsschwerpunkte waren in Köln die Themenbereiche Geschichte der Psychologie, Alltags- und Kulturpsychologie sowie qualitative Methoden in der psychologischen Forschung.
1991–1996 absolvierte er eine Ausbildung in tiefenpsychologisch fundierter Psychotherapie (Analytische Intensivberatung). 1991 bis 1994 arbeitete er in der Psychotherapeutischen Ambulanz des Psychologischen Institutes zu Köln, 1999 erhielt er die Approbation als Psychologischer Psychotherapeut. Er lehrt inzwischen als Dozent am Ausbildungsinstitut für tiefenpsychologisch fundierte Psychotherapie der WGI (Wissenschaftliche Gesellschaft für Analytische Intensivberatung), einer staatlich anerkannten Ausbildungsstätte für Psychotherapie gem. § 6 PsychThG mit dem Vertiefungsgebiet tiefenpsychologisch fundierte Psychotherapie.
2006 wurde Fitzek auf eine Professur für Wirtschafts- und Kulturpsychologie einer privaten Hochschule nach Potsdam berufen (Business School Potsdam, inzwischen BSP Business School Berlin). Seit 2010 ist Fitzek Prorektor der BSP Business School Berlin. Seine Forschungsschwerpunkte in Lehre und Forschung sind nun Kulturpsychologie und Alltagsästhetik, Gestalttheorie und Gestaltpsychologie, Psychologische Morphologie, Psychologische Anthropologie, Geschichte der Psychologie, Qualitative Forschungsmethoden, Organisationsentwicklung und Kunstcoaching. 2009 bis 2010 war Fitzek Gastdozent an der International School of Management (Dortmund), 2013 an der Zürcher Hochschule für Angewandte Wissenschaften, 2014 an der Universität Warschau und an der Polnischen Akademie der Wissenschaften.
Fitzek hat zahlreiche Bücher und mehr als 70 andere Publikationen in verschiedenen wissenschaftlichen Zeitschriften und Handbüchern veröffentlicht. Er gehört dem Vorstand der Gesellschaft für Kulturpsychologie sowie dem erweiterten Vorstand der internationalen Gesellschaft für Gestalttheorie und ihre Anwendungen (GTA) an. Seit 1986 gehört er zu den Herausgebern der Zeitschrift Zwischenschritte. Beiträge zu einer morphologischen Psychologie. Seit 2012 ist er – zusammen mit Fiorenza Toccafondi, Silvia Bonacchi, Geert-Jan Boudewijnse, Jürgen Kriz, Gerhard Stemberger und Hans-Jürgen Walter – Herausgeber der internationalen multidisziplinären Zeitschrift Gestalt Theory.

## Schriften (Auswahl)
- 1993 (mit A. Schulte, Herausgeber und Mit-Autor): Wirklichkeit als Ereignis. Das Spektrum einer Psychologie von Alltag und Kultur. Bonn: Bouvier.
- 1994: Der Fall Morphologie. Biographie einer Wissenschaft. Bonn: Bouvier.[7]
- 1996 (mit W. Salber): Gestaltpsychologie. Geschichte und Praxis. Darmstadt: Wissenschaftliche Buchgesellschaft. ISBN 978-3-534-12573-9.
- 1998 (mit M. Ley, Herausgeber und Mit-Autor): Alltags-Figurationen. Grundlinien einer psychologischen Kulturtheorie. Bonn: Bouvier.
- 2000: Gestalten „handeln“. Aktionszentren im seelischen Wirkungsraum nach Max Wertheimer. Gestalt Theory, 22, 3-19.
- 2003 (mit M. Ley, Herausgeber und Mit-Autor): Alltag im Aufbruch. Ein psychologisches Profil der Gegenwartskultur. Giessen: Psychosozial-Verlag, ISBN 978-3-89806-287-9.
- 2008: Inhalt und Form von Ausdrucksbildungen als Zugangswege zur seelischen Wirklichkeit. Ein Vergleich von Inhaltsanalyse und Morphologie als Methodenkonzepte der qualitativen Sozialforschung. Lengerich: Pabst Science. ISBN 978-3-89967-444-6.
- 2009 (mit Volker Ladenthin und Michael Ley): Das Internat. Ein Handbuch. Ergon, Würzburg 2009. ISBN 978-3-89913-666-1.
- 2010: Gestaltpsychologie. In G. Mey & K. Mruck (Hrsg.), Handbuch Qualitative Forschung in der Psychologie. Wiesbaden: VS Verlag für Sozialwissenschaften ISBN 978-3-658-18233-5.(S. 94–106)
- 2011 (mit Ralph Sichler, Herausgeber und Mit-Autor): Kulturen im Dialog. Felder und Formen interkultureller Kommunikation und Kompetenz. Giessen: Psychosozial-Verlag,[8] ISBN 978-3-89806-848-2.
- 2014: Gestaltpsychologie kompakt. Grundlinien einer Psychologie für die Praxis. Springer, VS Verlag für Sozialwissenschaften, ISBN 978-3-658-04275-2.